# 鄭明仁
鄭明仁（1954年9月4日—2024年11月3日），香港資深傳媒工作者，香港浸會學院傳理系畢業，曾在香港多間傳媒機構任職，曾任《蘋果日報》總編輯。

## 生平
鄭明仁家有1兄1姊1弟4妹。他中學就讀於李求恩紀念中學，後畢業於香港浸會學院傳理系（與堪輿學家李居明為同學），隨即投身記者工作，曾在香港多間傳媒機構任職。1989年，北京民主運動期間，鄭明仁在《成報》任職採訪主任。
於1995年入職《蘋果日報》，協助創刊事宜，直至2006年，原總編輯林平衡調任副社長，鄭明仁獲升任總編輯。
2008年，在香港浸會大學傳理系40周年慶祝活動中，鄭明仁當選「傑出傳理人」40位得獎校友之一。
2011年，57歲的鄭明仁提早退休，其後每天在不同區域的舊物店盡情地買書，逐漸變成了藏書家，並於北角城市花園開設「老總書房」。藏書期間，鄭明仁潛修歷史，2015年自北京大學歷史學系畢業，獲頒授碩士學位。
2013年適值辛亥革命102週年，鄭明仁主張將國父孫中山母親楊太夫人曾居住的九龍城，孫中山兄長孫眉曾居住的牛池灣村，以及楊太夫人下葬的飛鵝山百花林，串連發展成為辛亥革命史蹟徑。
鄭明仁曾患淋巴癌後康復，後於2024年一度復發，經化療後康復。2024年10月下旬，因心跳加速，須送入瑪麗醫院做手術，後轉東區尤德夫人那打素醫院深切治療部留醫。延至同年11月3日，鄭明仁因心臟病在該院逝世，享年70歲。

## 個人生活
鄭明仁生前已婚，與妻子潘氏育有1子。

## 出版著作
- 《香港文壇回味錄》，天地圖書，2023年。
- 《點紙咁簡單：趣談香港紙本藏品》（與張順光、吳邦謀合著），中華書局，2019年。
- 《淪陷時期香港報業與「漢奸」》，練習文化實驗室有限公司，2017年。

## 外部連結
- 香港蘋果日報網頁 （页面存档备份，存于）